# Via de' Rustici
Via de' Rustici è una via del centro storico di Firenze che va con andamento leggermente curvilineo da via de' Neri a piazza Peruzzi, incontrando sul lato sinistro via Vinegia. La via, seppure secondaria, è ricca di architetture antiche, in particolare palazzi nobiliari.

## Storia
La denominazione attesta della presenza, lungo il tratto, del palazzo e delle case della famiglia Rustici (i palazzi detti oggi Visconti di Modrone o forse Nori). Il più famoso esponente della famiglia fu quel Marco di Bartolomeo Rustici orafo e viaggiatore, autore del prezioso Codice Rustici nelle cui illustrazioni sono riprodotte le chiese fiorentine nel loro aspetto quattrocentesco.
Allo stesso modo la precedente titolazione, via de' Peruzzi, documentava di come questo ancor più potente casato avesse fatto della zona il riferimento della propria consorteria.

## Descrizione
La presenza lungo il primo tratto della zona absidale dell'antica chiesa di San Remigio, la successione pressoché ininterrotta di 'palagetti' di antiche e nobili origine, lo sfociare nella piazza de' Peruzzi con la quale il tracciato è strettamente connesso, rendono la strada di rilevante interesse storico e artistico.
La pavimentazione è stata rinnovata nel 2006 a seguito di lavori alla rete idrica, sostituendo buona parte del precedente lastrico posato alla rifusa, presumibilmente settecentesco, che non poco contribuiva al pregio del luogo, peraltro gratificato dal mantenimento di un carattere appartato rispetto alle vicine arterie che conducono nel cuore del centro storico.

### Edifici
| Immagine | N°   | Nome                             | Descrizione |
| -------- | ---- | -------------------------------- | --- |
|          | 1    | Casa della chiesa di San Remigio | Così Marcello Jacorossi: "È un modesto edificio ridotto a carattere moderno. Insieme con le altre case vicine corrispondenti anche lungo la via de' Neri, fa parte fin da tempo remoto del patrimonio della chiesa di San Remigio. Nella parte inferiore, un piccolo tabernacolo con cornice di pietra serena contiene un bassorilievo di stucco colorito rappresentante la Vergine con il Bambino Gesù in bracci, riproduzione assai comune di un'opera dei primi tempi del XVI secolo. Nel serraglio dell'arco della cornice è uno stemma con una croce e le lettere S.R., arme della chiesa di San Remigio. Altro stemma uguale è sopra la porta d'ingresso della casa". Il tabernacolo, posto in prossimità dell'angolo di via de' Neri, è stato restaurato nel 2001. |
|          | s.n. | San Remigio                      | Fuori dalle mura della cerchia antica già dal IX secolo esisteva uno "spedale" dedicato a san Remigio, vescovo di Reims, che ospitava i pellegrini francesi in viaggio verso Roma. Una prima chiesa fu costruita al posto dell'ospizio ed è ricordata nel 1040, mentre l'edificio attuale in stile gotico risale alla rifacimento del 1350. Fra le famiglie che finanziarono la ricostruzione figurano gli Alberti, i Pepi, i Bagnesi e gli Alighieri, i cui stemmi ricorrono incisi sui pilastri ottagonali e sulle pareti. |
|          | 6    | Palazzo Nori                     | La fabbrica, di notevole estensione, presenta caratteri che consentono di ricondurne l'edificazione tra la fine del Trecento e i primi del Quattrocento, quando formava un unico corpo con l'altrettanto notevole edificio contiguo del palazzo Grifoni-Libri. Già reputato di proprietà della famiglia Rustici, fu poi dei Davanzati, quindi, nel 1450, diviso tra questi, i Capponi e i Rucellai. Nel 1469, con altre case e una piazzola interna, passò alla famiglia Nori. La presenza di tre piani è un indizio della struttura medievale, derivato dallo sviluppo verticale delle case-torri e dei palagi prima della standardizzazione verso i canonici due piani. Sull'angolo di via de' Rustici è uno scudo con l'arme tradizionalmente interpretata come dei Rustici e su questo lato si trova anche una lapide che ricorda come Ottavio Rinuccini negli anni in cui era proprietario della casa, fornisse, scrivendo la favola pastorale Dafne (1594), il primo modello di melodramma.                                                                                                  |
|          | 11r  | Casa                             | In angolo con via Vinegia 2, l'edificio, pur non presentando elementi di particolare pregio, si distingue per la forma cubica (bene evidente visto il suo collocarsi su un canto), sufficientemente inconsueta e presumibilmente determinata da una preesistenza medioevale. Certo è che, su questo canto, nel Trecento, sorgeva una torre della famiglia Guidalotti del Migliaccio, che possiamo immaginare scapitozzata e ridotta all'attuale disegno. |
|          | 3    | Casa Mannini                     | La casa è segnalata nello stradario di Bargellini e Gurnieri, dove la si dice "malamente restaurata" e tuttavia ancora capace di far leggere l'antica struttura architettonica, che il repertorio riconduce al tardo Quattrocento. La struttura (e le vicende della zona) la rendono uno dei molti esempi di palazzetto determinato dalla riunificazione di due case corti mercantili medioevali, in questo caso appartenenti alla famiglia Mannini, ristrutturato in tale forma tra fine Quattrocento e il secolo successivo. Nel Seicento la proprietà è documentata come dei Della Vecchia. Così Marcello Jacorossi: "Per quanto rimodernata, la facciata conserva le finestre del primo e del secondo piano ad arco sul mezzo tondo, con cornici di bozze piane martellinate. Al di sotto delle finestre ricorre una elegante cornice". |
|          | 4-6  | Palazzo Visconti di Modrone      | Il grande edificio nasce dalla ristrutturazione di quattro diverse case corti mercantili di età medievale, già proprietà dei Peruzzi, unificate anche con la saturazione della strada che rappresentava la logica prosecuzione dell'attuale via Vinegia in direzione di via delle Brache. Allo stato attuale presenta ben undici ordini di finestre organizzate su tre alti piani, su cui le bucature si allineano incorniciate da bugne di pietra e unite da una semplice fascia marcapiano in pietra, come è proprio dell'architettura fiorentina civile del Cinquecento. Al centro della facciata è un grande scudo con un'arme che la letteratura segnala per lo più come dei Visconti di Modrone (al quale la proprietà pervenne dopo alcune transazioni nella seconda metà dell'Ottocento), più raramente come Rustici, creando non pochi equivoci sulla storia delle proprietà. Notevoli le inferriate alle finestre del piano terreno. Nell'androne che si apre al civico 6 è invece una lapide in ricordo di Ilario Tarchiani, "tra i primi a istituire compagnie d'assistenza pubblica". |
|          | 5    | Palazzo Peruzzi-Martini          | Edificio di antica costruzione, si determinò per ristrutturazione e unificazione di due case corti mercantili medioevali di proprietà dei Peruzzi, quindi significativamente trasformato nel corso del Settecento. Ne è documentato il restauro negli anni settanta del Novecento. Su via de Magalotti persistono una serie d'archi trecenteschi, alcuni dei quali corrispondenti al muro del cortile di questo edificio. Ai lati del fronte (così come consuetudine tre quattrocentesca, a segnalare una posizione presumibilmente assunta in antico) sono due scudi con le armi della famiglia Peruzzi. Sul cancello che chiude l'androne è una grande M, in riferimento alla famiglia Martini. |
|          | 7    | Palazzo Venerosi Pesciolini      | Antica proprietà della famiglia Peruzzi (come la maggior parte degli edifici della zona), il palazzo risulta determinato per ristrutturazione e unificazione di due case corti mercantili medioevali. Acquistato nel Settecento dai Malaspina fu oggetto di una significativa trasformazione nel disegno della facciata secondo il gusto del tempo, fino ad assumere il carattere odierno. Da segnalare il portone ad arco in pietra settecentesco. Nell'androne è un cancello che reca uno scudo in legno intagliato con l'arme dei Venerosi Pesciolini, e che introduce alla corte interna. Questa ha una inconsueta forma a C, determinatasi dalla costruzione di un corpo aggettante a delimitare il vano scale, eretto in modo da non incidere sulla superficie delle sale preesistenti. |
|          | 8    | Palazzo Borgianni                | Il palazzo prospetta sulla via con una elegante facciata di chiara impronta rinascimentale. Appartenuto anticamente ai Lorini, l'edificio venne acquistato da Lucantonio di Filippo Cavalcanti nel 1431. Matteo di Salviotto Cavalcanti lo rivendé nel 1518 a Matteo di Matteo Borgianni (del gonfalone del Lion nero), che negli anni successivi intraprese importanti lavori di ristrutturazione fino a conferire all'edificio i caratteri attuali. Appartenuto lungamente a questa famiglia è stato successivamente dei Pagni Torelli. Sul cancello che chiude il breve androne sono le armi delle famiglie Pagni e Torelli. |
|          | 10   | Casa Serristori                  | Si tratta di un edificio di antiche origini, documentato tra i possessi del convento di Santa Croce e quindi acquistato nel 1478 dai Serristori. Nel secolo successivo fu dei Miniati. La facciata ha carattere moderno e non presenta alcuna importanza artistica (Jacorosi, 1972). La porta ha decorazione di pietrami di carattere settecentesco. Nella facciata, tra le finestre del primo piano era una terracotta del XVIII rappresentante la Madonna col Bambino, ora scomparsa. Sopra la porta, un tondo con il trigramma di Cristo e tre chiodi, stemma del monastero di San Girolamo delle Poverine, al quale la casa deve essere appartenuta dopo il XVII secolo. La facciata è stata restaurata nel 2007. |
|          | s.n. | Torre dei Peruzzi                | Dopo il tracollo economico della famiglia Peruzzi, l'antica casa-torre passò ai Capoquadri, che intervennero sull'edificio, come segnala il repertorio di Bargellini e Guarnieri, stonacandolo e alterando leggermente la disposizione delle finestre. Successivamente la proprietà passò ai Malenchini, che la inglobarono in un edificio di dimensioni maggior, seppure di forme irregolari. Sul lato che guarda via de' Rustici è, sopra una finestra murata, un bassorilievo quattrocentesco raffigurante San Bartolomeo, qui posto negli anni sessanta dal Comitato per l'estetica cittadina e donato dal pittore Valerio Valeri. |

### Lapidi
Su palazzo Nori, al 6, una lapide ricorda Ottavio Rinuccini, che visse qui:
| OTTAVIO RINUCCINI PATRIZIO FIORENTINO LETTERATO ILLUSTRE E GENTILE POETA SCRISSE IN QUESTA SUA CASA LA DAFNE FAVOLA PASTORALE PRIMO DE' SUOI DRAMMATICI COMPONIMENTI CHE MESSO IN MUSICA DA JACOPO CORSI E JACOPO PERI E RAPPRESENTATO IN CASA CORSI CON PLAUDENTE UNIVERSAL MERAVIGLIA NEL MDLXXXXIV SPIRÒ NELL'ARTE UN ALITO DI NUOVA VITA E FU L'OPERA MEMORABILE ONDE S'INIZIÒ LA RIFORMA MELODRAMMATICA |

### Tabernacoli

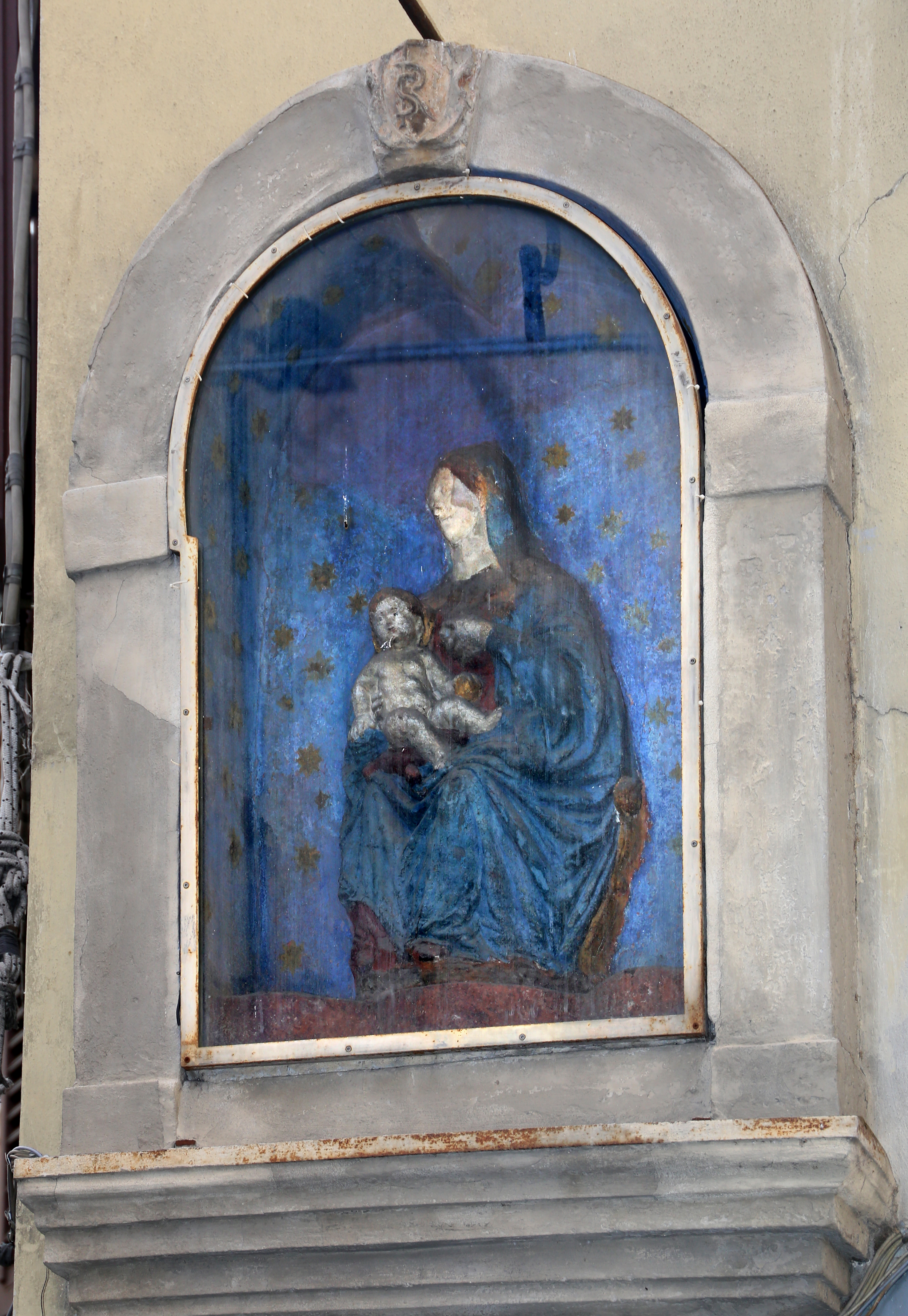
Il tabernacolo di via dei Rustici angolo via dei Neri

All'angolo di via de' Neri con via dei Rustici, in una edicola con arco a tutto sesto con il monogramma della chiesa di San Remigio sulla chiava dell'arco, si trova un bassorilievo in stucco policromo, opera derivata da un prototipo fiorentino del XV secolo (forse della bottega dei fratelli Benedetto e Giuliano da Maiano), riproducente la Madonna del latte: la Vergine è infatti ritratta nell'atto di porgere la mammella al piccolo Gesù che, tutto nudo, sulle ginocchia della Madre, sta per essere allattato. Nel repertorio Bargellini-Guarnieri lo si ricorda come "fatiscente", con una foto che mostra uno sportello ligneo in cattive condizioni (oggi sostituito da uno in vetro); del vecchio sportello tuttavia, non privo di decorazioni di gusto che si dice "seicentesco" (ma forse più verosimilmente settecentesco), si son perse le tracce. 
Uno "pseudo" tabernacolo si trova sulla torre dei Peruzzi nel lato rivolto a via de' Rustici: in una finestra tamponata è stato inserito un rilievo con San Bartolomeo. 
Infine, accanto al portale di Palazzo Venerosi Pesciolini, si trova una ceramica devozionale della Madonna del Buon Consiglio, opera in ceramica di Montelupo databile al XIX secolo, che si trova anche in altri luoghi cittadini, tra cui una sulla facciata della vicina loggia dei Peruzzi.

Il tabernacolo di via dei Rustici angolo via dei Neri prima dei restauri (1987 circa)
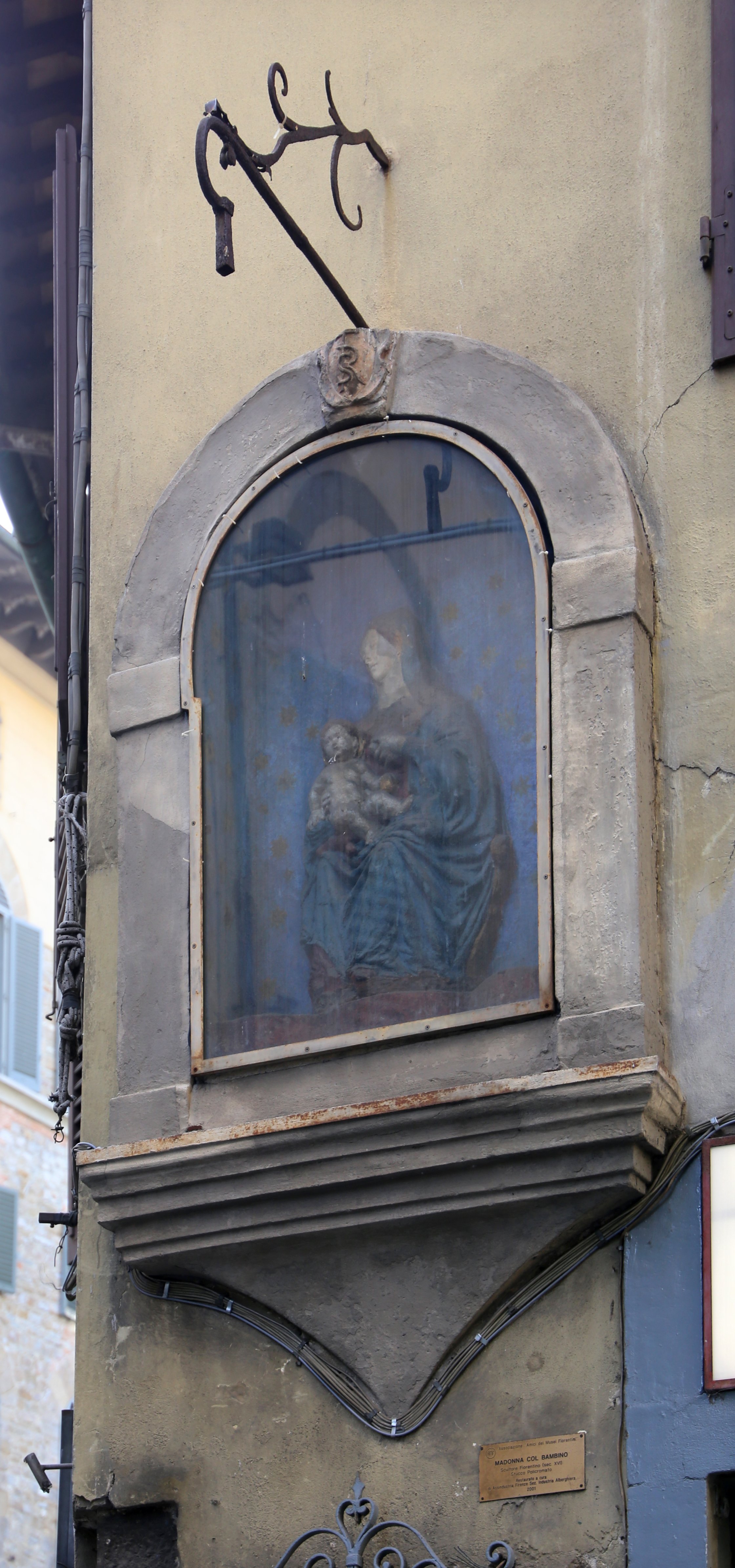
Il tabernacolo di via dei Rustici angolo via dei Neri dopo i restauri (2021)
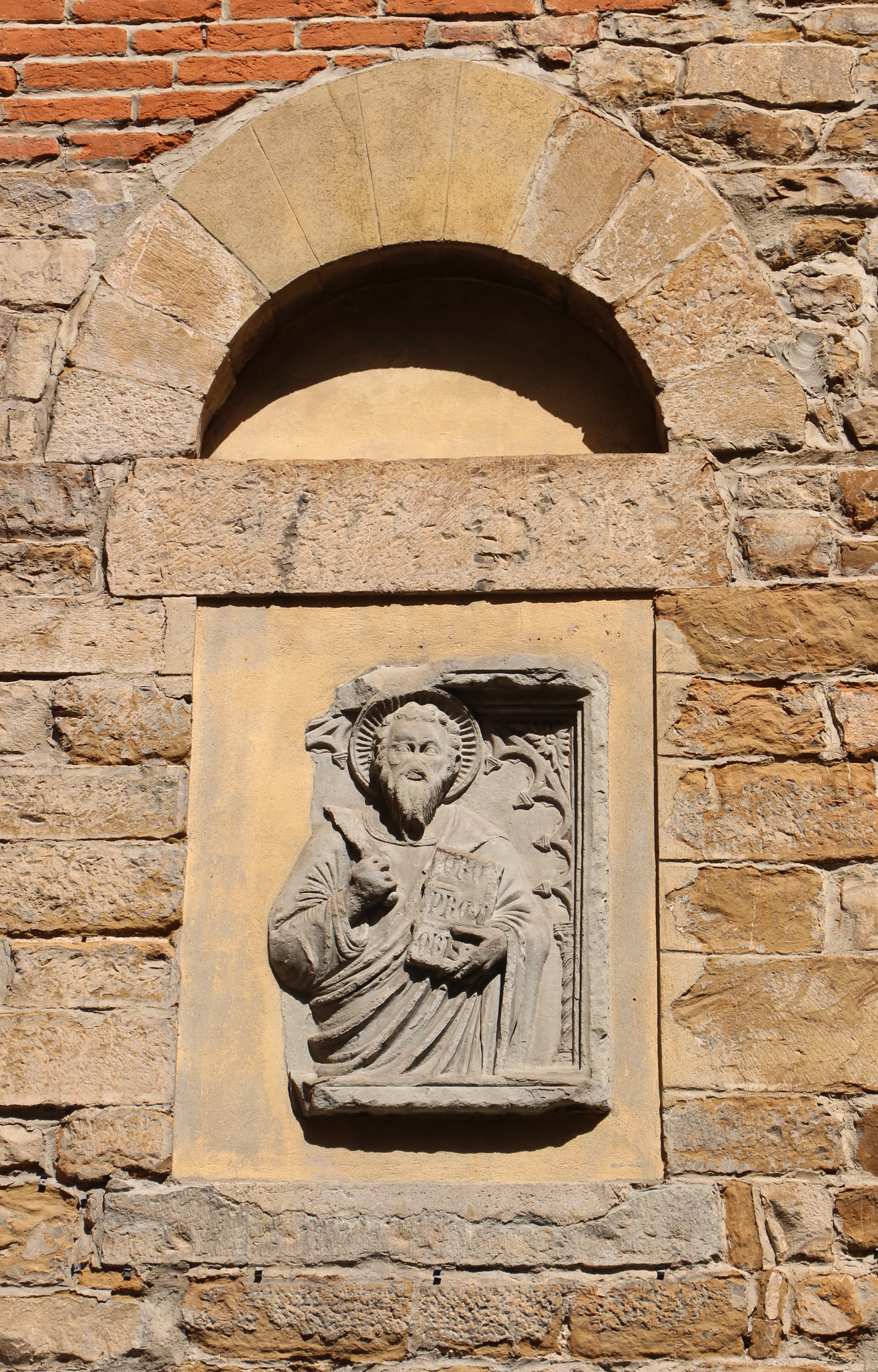
San Bartolomeo
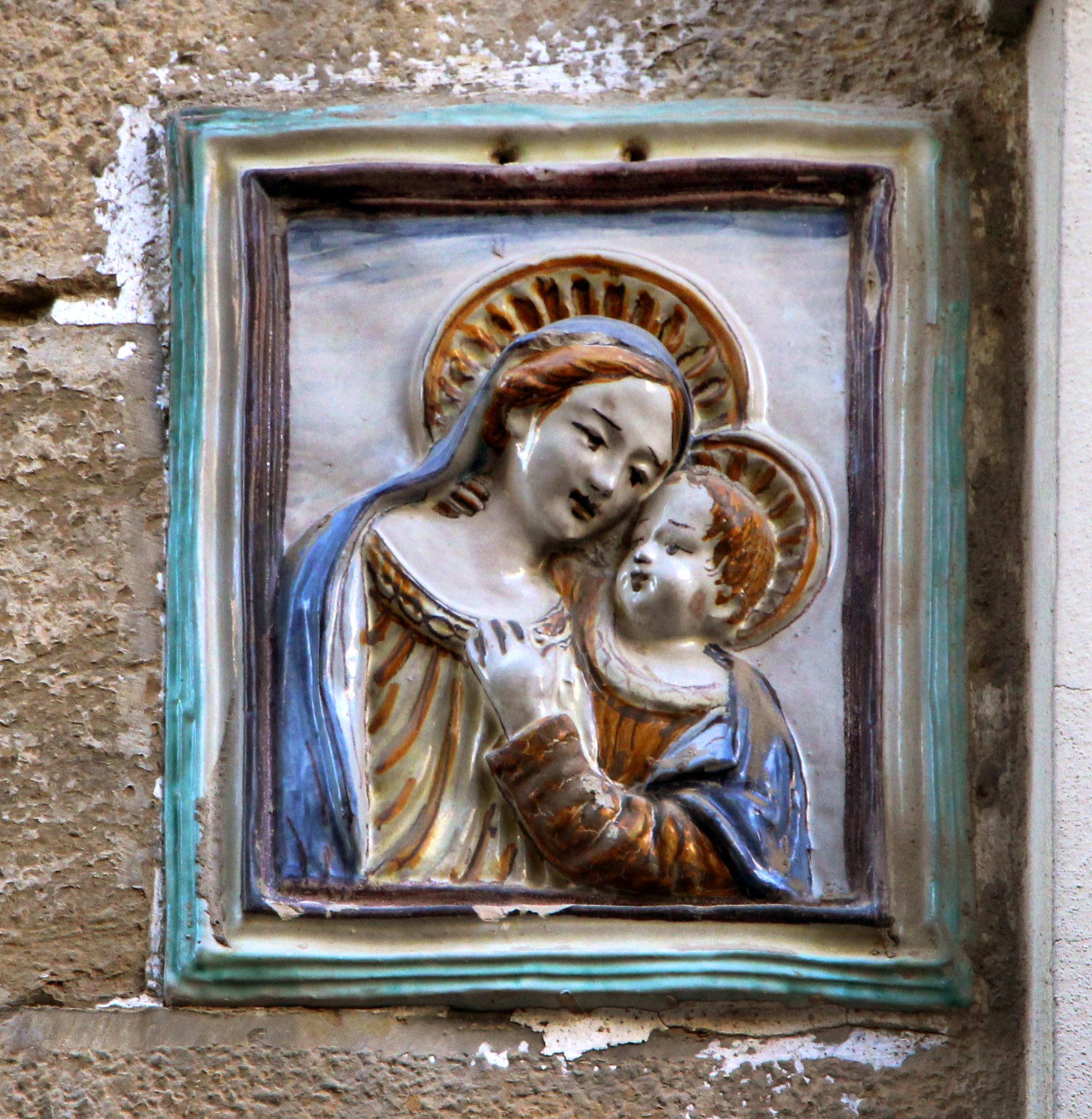
La Madonna accanto al portale di Palazzo Venerosi Pesciolini